# Paraquat
Il Paraquat, nome commerciale del N,N'-dimetil-4,4'-bipiridinio dicloruro, è un fitofarmaco diserbante ad azione disseccante, non selettivo, utilizzato nella preparazione di letti di semina o trapianto, all'interno dell'interfila di colture arboree, in argini, scoli, bordi stradali, etc. È usato anche come legante nel SERS.
L'avvelenamento da Paraquat può determinare insufficienza respiratoria acuta (ARDS).
Recenti studi hanno confermato che questo prodotto può portare, nella popolazione vivente in zone limitrofe ai terreni trattati, ad un innalzamento del rischio dell'insorgere del Morbo di Parkinson misurabile tra il 75% e 80%. Vista la dimostrata pericolosità l'Unione Europea ne ha vietato la commercializzazione e utilizzo sul territorio comunitario. Il prodotto viene ancora prodotto in Europa per l'esportazione negli Usa e altri mercati dove non esiste ancora un divieto di utilizzo (Fonte indagine New York Times).

## Uso
Esso agisce rapidamente sulle parti verdi, mentre non manifesta azione sulle parti legnose. È utilizzabile in qualsiasi periodo dell'anno, necessita solamente di luce e ossigeno per esplicare la sua azione. È sconsigliabile l'utilizzo nel caso in cui si prevedano piogge a distanza di poche ore. Il prodotto è tossico per insetti utili, animali, pesci e bestiame. Non manifesta azione residua in quanto viene rapidamente assorbito dai colloidi del terreno e rapidamente inattivato.
In commercio si trova sia in preparati singoli che in miscela con altri diserbanti (diquat).

### Meccanismo di azione
Il fitofarmaco presenta una struttura particolare, con due anelli piridinici legati tra loro, e ognuno ha un gruppo metilico sull'azoto. Questa configurazione porta una carica positiva sull'azoto. Il paraquat esprime la sua azione a livello della catena di trasporto degli elettroni dal PSI (sistema fotosintetico I) al ciclo di Calvin. Il sistema di trasporto degli elettroni si basa sulla differenza di potenziale delle specie chimiche presenti. Il paraquat si inserisce all'interno di questa catena, prendendo gli elettroni e utilizzandoli per trasformare l'ossigeno atmosferico (presente in grandi concentrazioni a causa del ciclo della fotosintesi) in ione superossido (O2-) o in perossido di idrogeno (H2O2). Questi composti sono particolarmente pericolosi all'interno della cellula in quanto agiscono sui doppi legami di pigmenti (degradano clorofille, carotenoidi e altri pigmenti; è la causa dello "sbiancamento" della pianta") ma soprattutto sugli acidi grassi della membrana, che viene degradata con conseguente perdita di acqua e altre sostanze dalla cellula.

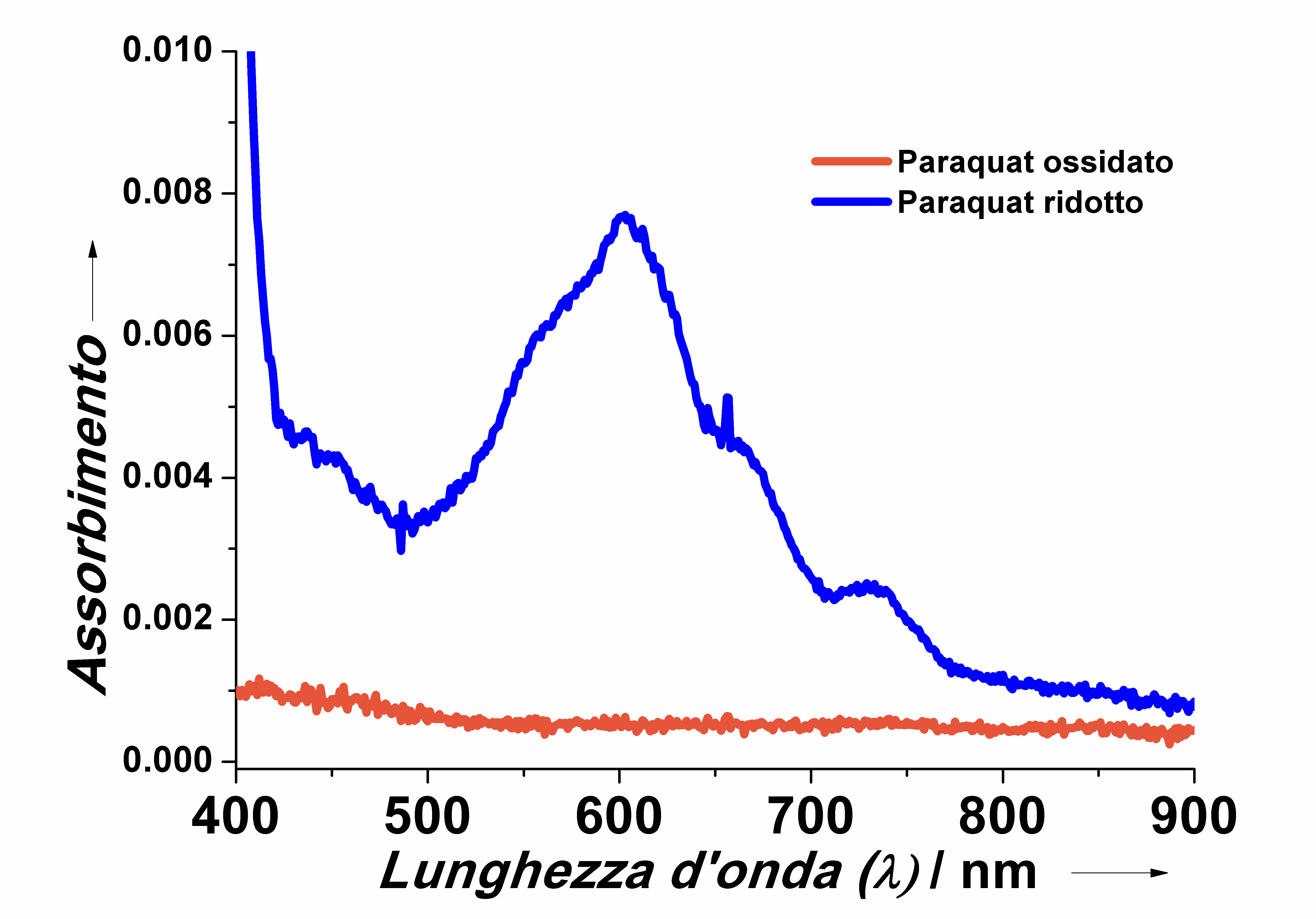
Spettro di assorbimento in un tampone acetato pH 4,5 di una soluzione di Paraquat nella forma ossidata e ridotta

#### Indicatore redox
In chimica analitica l'uso più comune del paraquat è come indicatore nelle reazioni di ossidoriduzione, dato il suo colore blu in ambiente riducente che si converte in incolore in ambiente ossidante.
Ha un coefficiente di estinzione molare di 13700 M−1 cm−1 a lunghezza d'onda di 606 nm.